# Терасы
Терасы — деревня в Усвятском районе Псковской области России. Входит в состав Усвятской волости (с 1995 года, ранее — в Усвятский сельсовет). 

## География
Находится на юге региона, в северной части района, в лесной местности, у озера Ужанье и реки Ужица, в 8 км от райцентра и волостного центра — пгт Усвяты.
Уличная сеть не развита.

## Население
| 2001 | 2002 | 2010 |
| ---- | ---- | ---- |
| 16   | ↗23  | ↗37  |

Численность населения деревни на 2010 — 37 чел., по оценке на начало 2001 года — 16 человек.

## Инфраструктура
Личное подсобное хозяйство.

## Транспорт
Просёлочная дорога.